# شوربة إزوجلين
شوربة إزوجِلين أو حساء أزوكِلين (بالتركية: Ezogelin çorbası)‏ أي حساء إِزُو العروس) حساء شائع في المطبخ التركي. المكونات الرئيسة هي البرغل والعدس الأحمر. ينسب أصل الحساء إلى إِزو العروس من عنتاب.
المكونات هي العدس الأحمر والأرز والبرغل ززيت الزيتون والزبدة والطماطم والبصل ثوم ومعجون الطماطم والببريكة والفلفل الحار والنعناع المجفف والفلفل الأسود والملح. يُقدم عادة مع شرائح الليمون.